# Kunawarritji
Kunawarritji ist eine kleine Siedlung der Aborigines der Martu, die in der Gibsonwüste in Western Australia liegt, etwa 600 Kilometer östlich von Marble Bar, und 985 Kilometer von Wiluna entfernt. Der Ort befindet sich nahe der Canning Stock Route.
Die Siedlung, die in den 1980er Jahren gegründet wurde, war ein Resultat der Homeland-Bewegung der Aborigines, die in den 1970er Jahren entstand. Sie wurde von einer Gruppe von Martu aufgebaut, die aus Punmu kam.
2016 wohnten in Kunawarritji, zu dem keine befestigte Straße führt, 76 Menschen. Seit der Gründung der Siedlung entstanden dort eine Klinik, eine neue Schule, mehrere Wohnhäuser, ein Campingplatz und eine Unterkunft für Touristen.
Am 27. September 2002 erhielten die Martu aufgrund ihres Native Title die exklusiven Besitz- und Nutzungsrechte über ein Gebiet von 136.000 km². Unweit des Ortes gibt es die Aboriginal Community camping area mit einem Lebensmittelladen und einer Diesel/Benzin-Tankstelle. Die Stromversorgung wird durch zwei Generatoren mit 50 kW und 100 kW sichergestellt, die durch zwei Tanks mit 86.000 Liter Kraftstoff versorgt werden.
Die Martu gründeten die Kiwirrkurra Aboriginal Corporation, die von einem Council von 12 Personen und dem Vorsitzenden geführt wird. Der Council tagt monatlich und berichtet über das wirtschaftliche Leben und die finanzielle Situation.
Die Aborigines in Kunawarritji pflegen ihre Traditionen, leben teilweise nomadisch und ernähren sich dann von der Jagd und von Bush Food. Die Landschaften um den Ort sind Gegenstand der Malerei von Nora Wompi, die in Balgo lebte.
2009 erklärte der Ort ein allgemeines Alkoholverbot. Es war die fünfzehnte Siedlung in Western Australia, die ein solches Verbot ausrief.